# Narzeczona z Koryntu
Zawartość tej strony może naruszać prawa autorskie.
Tekst źródłowy prawdopodobnie pochodzi z:
Patrz raport 
1. Nie usuwaj tego szablonu. Zostanie on usunięty, jeżeli prawa autorskie tego artykułu zostaną wyjaśnione.
2. Jeżeli potrafisz, napisz artykuł tak, aby nie naruszał praw autorskich.
3. Jeżeli masz prawa autorskie do tej treści lub masz zgodę na publikację zgodną z naszą licencją, prosimy, napisz o tym na stronie dyskusji tego artykułu i na stronie Wikipedia:Lista NPA oraz zastosuj procedurę zamieszczania haseł wcześniej opublikowanych.
4. Artykuł zostanie usunięty, jeżeli status praw autorskich do zawartych w nim treści nie zostanie wyjaśniony.

Powielanie materiałów chronionych prawami autorskimi – bez zezwolenia właściciela tych praw – jest pogwałceniem obowiązującego prawa, jest też sprzeczne z ustaleniami Wikipedii. Osobom, które regularnie wstawiają takie materiały, może zostać odebrane uprawnienie edytowania Wikipedii.

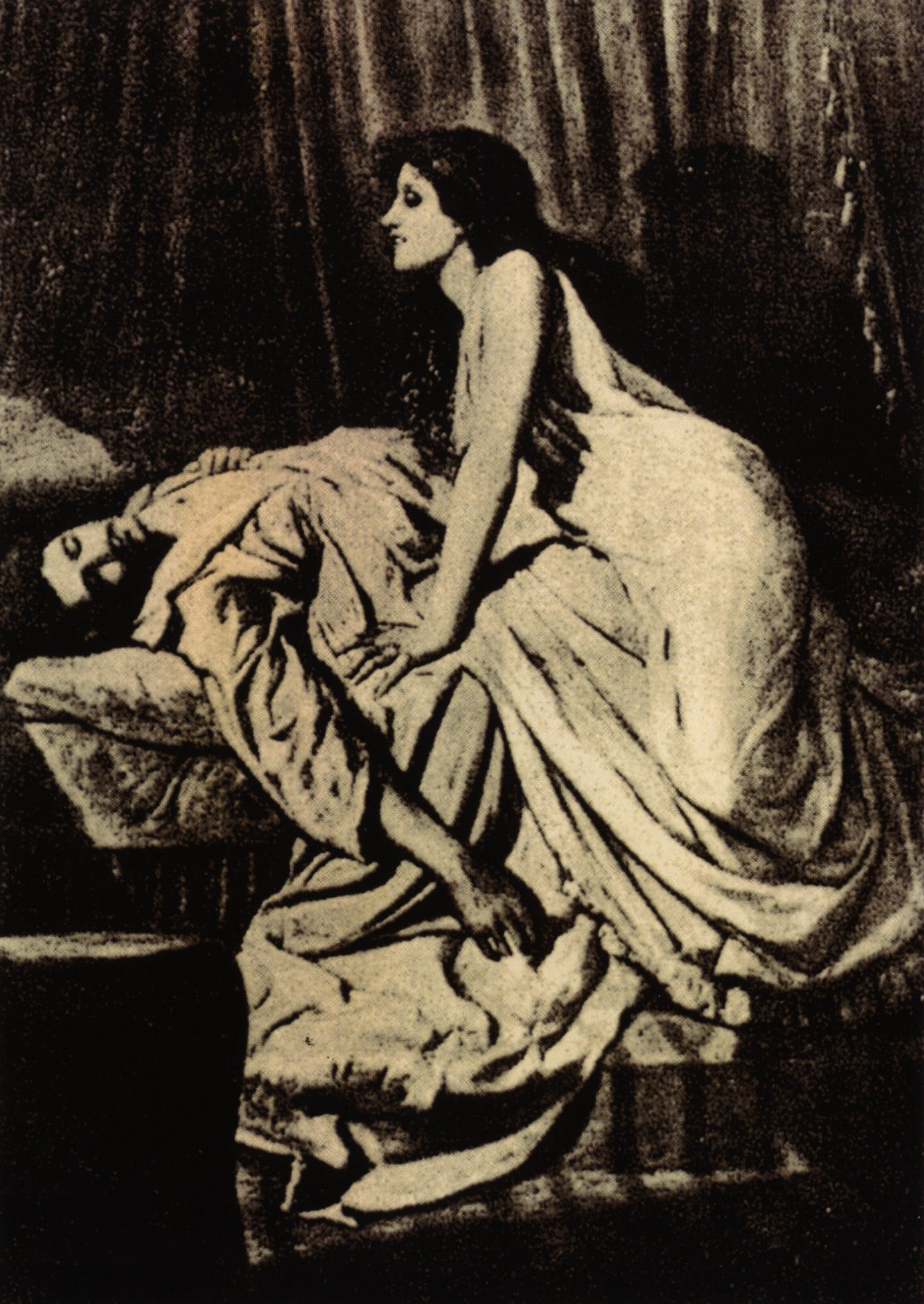
Philip Burne-Jones, Wampir, 1897

Narzeczona z Koryntu (org. Die Braut von Korinth) – ballada Johanna Wolfganga von Goethego, napisana w 1797 r., nazwanym przez Friedricha Schillera „rokiem ballad”. Fabuła ballady została zaczerpnięta z traktatu O dziwach, autorstwa Flegona z Tralles, w którym zawarł opisy zjawisk nadprzyrodzonych. Narzeczoną z Koryntu uznaje się za pierwsze literackie opracowanie tematu wampiryzmu.

## Treść utworu

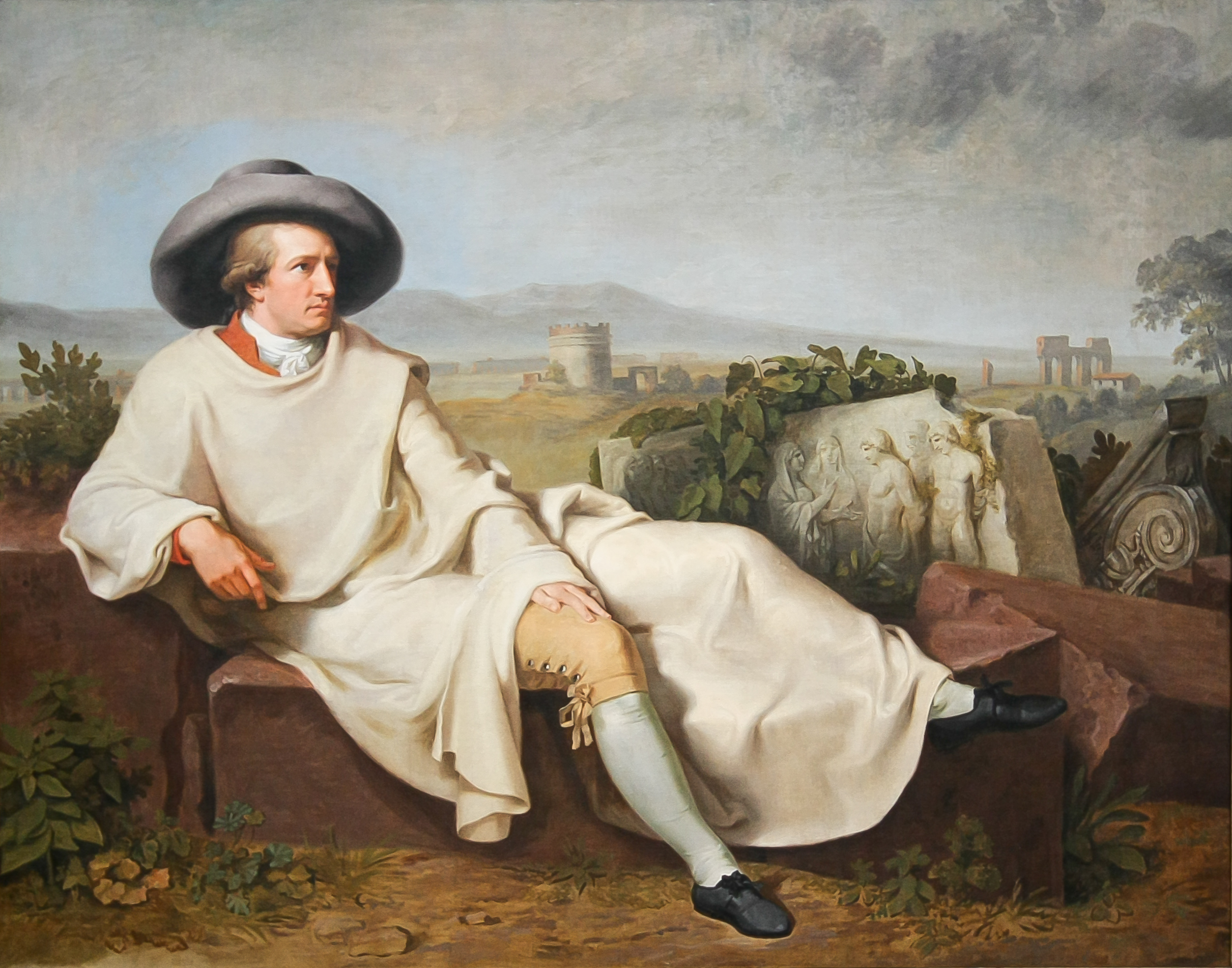
Goethe w Kampanii Rzymskiej, obraz Johanna Heinricha Wilhelma Tischbeina, 1797

Ballada opowiada o młodym Ateńczyku, wyznawcy dawnej wiary, który przybywa do Koryntu, do domu przyjaciela swojego ojca. Gdy młodzieniec był jeszcze dzieckiem, ojcowie zaplanowali połączenie ich rodzin poprzez małżeństwo. Młodzieniec jest zmartwiony, ponieważ w międzyczasie przyjaciel ojca, wraz z całą rodziną, przeszedł na chrześcijaństwo. Jego wątpliwości zostają jednak szybko rozwiane. Pomimo późnej pory, matka dziewczyny wita go serdecznie i nakazuje przygotować wieczerzę. Reszta domowników jest pogrążona we śnie. Przybysz nie zostaje znęcony przez potrawy i napoje, pragnie jedynie snu po męczącej podróży.
Kładzie się do przygotowanego łoża i tuż przed zaśnięciem dostrzega, jak uchylają się drzwi i pojawia się w nich dziewczyna w białej szacie i welonie na głowie, z czarno-złotą przepaską na skroni. Skarży się młodzieńcowi, że czuje się obca we własnym domu i nikt jej nie poinformował o przybyciu gościa. Opowiada chłopcu, że matka zmusiła ją do wstąpienia do zakonu wbrew jej woli, a na jego żonę przeznaczono jej siostrę. Ateńczyk przysięga miłość swojej wybrance. Kochankowie wymieniają się podarkami jako oznakami wierności. Dziewczyna zawiesza mu na szyi złoty łańcuch, a mężczyzna chce jej podarować srebrną czarę z Attyki, jednak ona prosi go o lok jego włosów. Gdy wybija północ, dziewczyna pije krwawe wino, odmawia jednak spożycia chleba, unika również dotyku, ponieważ jest „na lód skostniała”. Rozkochany młodzieniec przysięga, że ogrzeje ją, nawet gdyby została przysłana zza grobu. Uczucie rozbudziło martwą krew dziewczyny, jednak nie przywróciło bicia serca.
Matka dziewczyny przechadza się po domu i do jej uszu dobiegają miłosne uniesienia z komnaty młodzieńca. Przekonana jest, że odwiedziła go rozwiązła kobieta, dlatego oburzona wchodzi do jego pokoju i w świetle lampy widzi własną, zmarłą córkę. Ateńczyk próbuje ją zasłonić i okryć jej ciało, ale dziewczyna nie przejmuje się tym. Wolno unosi się z łoża i rzuca w stronę zaskoczonej matki oskarżenie, że przez nią zmarła. Przypomina, że gdy matka wyznawała starych bogów, obiecała wydać ją za młodzieńca, ale gdy wyrzekła się ich i zaczęła wyznawać jednego Boga, złamała swoje słowo. Wyznaje, że wstała z grobu w poszukiwaniu sprawiedliwości i obiecanego jej kochanka. Przepowiada, że nim wstanie świt, młodzieniec umrze. Rozkazuje matce przygotować stos żałobny i wrzucić w niego ciała kochanków, aby mogli „pospieszyć ku starym bogom”.

## Nawiązanie do utworu Flegona
Ballada Narzeczona z Koryntu powstała w 1797 r., po podróży do Włoch. Oddaje erotyczną swobodę, jaką Goethe zyskał podczas tej podróży, zwłaszcza podczas pobytu w Rzymie. Motyw utworu pochodzi z dzieła O dziwach starożytnego pisarza Flegona z Tralles, w którym zgromadził historie o dziwactwach, hermafrodytach, duchach i innych nadprzyrodzonych zjawiskach w swoich czasach, ale także nawiązał do starszych legend i sag z popularnych wierzeń. Podanie było wykorzystywane przez chrześcijańskich moralistów jako zachęta do zachowania czystości. W tej opowieści młodzieniec nie jest narzeczonym dziewczyny, nie ma konfliktu religijnego, nie ma również wzmianki o wysysaniu krwi, zaś powrót dziewczyny miał być spowodowany decyzją bogów Podziemia. Powraca ona do żywych, aby spędzać w nocy czas z ukochanym, a po odkryciu przez ludzi zostaje spalona poza murami miasta. Inaczej jest w utworze Goethego. Jego historia jest wyrazem konfliktu między pogaństwem a chrześcijaństwem: rodzina zmarłej dziewczyny to chrześcijanie, a młodzieniec i jego krewni to poganie. Znaczącą rolę odgrywa, uosobiona z chrześcijaństwem, matka, która zrywa zaręczyny i zmusza córkę do zostania zakonnicą, co doprowadza dziewczynę do śmierci z żalu. Bohaterka staje się wampirzycą, dzięki czemu jest w stanie odzyskać przeznaczonego jej mężczyznę i „krew serdeczną wyssać mu z gardła”.

## Wampiryzm
Utwór Narzeczona z Koryntu został nazwany „wampirycznym” przez samego twórcę, Goethego. Uchodzi on za pierwsze literackie opracowanie tematu i stał się natchnieniem dla innych utworów wampirycznych. Miejsce akcji, Korynt, ma znaczenie symboliczne. Z jednej strony kwitł w nim kult Afrodyty-Wenery, z drugiej był miejscem jednej z pierwszych gmin chrześcijańskich w Grecji. Ballada ukazuje starcie dwóch kultur i dwóch moralności. Dziewczyna symbolizuje pogańską naturę zdławioną przez chrześcijaństwo, jej matka zaś właśnie chrześcijaństwo określone przez poetę jako „obce, złe śluby”. Matka i córka reprezentują dwa, odmienne typy kobiece. U Flegona nie ma motywu wampirycznego, Goethe prawdopodobnie wprowadził go dlatego, że chciał położyć nacisk na obudzone miłością zmysłowe piękno dziewczyny, które w pogance mogło się zachować w takiej istocie, jak wampir. Ballada Goethego nie tylko przyczyniła się do rozkwitu motywu wampirycznego w XIX-wiecznych powieściach, ale też wprowadziła inne spojrzenie na postać wampiryczną i konstrukcję postaci wampira płci żeńskiej.

## Struktura utworu
Ballada składa się z 28 strof, w każdej po 7 wersów. Schemat rymów każdej strofy to ABABCCB. Wersy oznaczone A i B to trocheje pięciopunktowe, podczas gdy wersy C to trocheje trzypunktowe. Wersy A kończą się jako rymy żeńskie, zaś wersy B i C kończą się jako rymy męskie.

## Odbiór
W styczniu 2009 roku pod hasłem „...śpieszmy do starych bogów” na Uniwersytecie Frankfurckim odbył się cykl wykładów na temat odbioru ballady w ciągu ostatnich dwustu lat.